# LIFE (Dope)
LIFE è il secondo album in studio della band alternative metal Dope, pubblicato il 6 novembre 2001 per la Epic Records.

## Tracce
1. Take Your Best Shot – 2:48
2. Now or Never – 3:26
3. Nothing (Why) – 3:59
4. Stop – 2:50
5. Thanks for Nothing – 2:50
6. Die Motherfucker Die – 3:06
7. What About... – 3:23
8. Move It – 2:47
9. Jenny's Cryin' – 3:11
10. With or Without You – 3:36
11. Crazy – 3:05
12. Slipping Away – 3:02
13. March of Hope – 3:26
14. You're Full of Shit – 3:32